# 諾德霍恩
诺德霍恩（德語：Nordhorn，發音：[ˈnɔʁtˌhɔʁn] ⓘ）是德国下萨克森州本特海姆伯国县的城市，也是本特海姆伯国县的县治，西临荷兰，面积149.87平方千米，2023年12月31日人口为55,619人。

## 友好城市
诺德霍恩与以下城市结为友好城市：
- 荷蘭 庫福爾登（1963年）
- 法國 蒙蒂维利耶（1963年）
- 德国 福格特兰地区赖兴巴赫（1987年）
- 波蘭 马尔堡（1995年）
- 義大利 列蒂（2010年）